# Europa-Kommissionen
Europa-Kommissionen (ofte forkortet EU-Kommissionen, tidligere Kommissionen for De Europæiske Fællesskaber, EF-Kommissionen) er den udøvende gren af Den Europæiske Union og ansvarlig for at fremlægge lovforslag, implementere beslutninger, opretholde EU-traktater og administrere den daglige drift af EU. Medlemmerne tages i ed af Domstolen i Luxembourg, hvor de sværger at respektere traktaterne og være fuldstændig uafhængige i udførelsen af deres pligter i løbet af deres mandat.
Kommissionen arbejder på samme måde som en kabinetregering, med 27 kommissionsmedlemmer (uformelt kendt som "kommissærer"). Der udpeges en kommissær pr. medlemsstat, men kommissærerne er bundet af deres ed til at repræsentere EU's samlede interesser, snarere end deres hjemlands. En af de 27 kommissærer er Kommissionsformand, udpeget af Det Europæiske Råd og valgt af EU-Parlamentet. EU-Rådet nominerer derefter de andre 26 medlemmer af kommissionen i samråd med den nominerede kommissionsformand, og de 27 medlemmer skal derefter, som samlet gruppe, godkendes af EU-Parlamentet. Den nuværende kommission er Von der Leyen-kommissionen, som blev taget i ed i slutningen af 2019.
Begrebet Kommission anvendes enten i snæver forstand om det 27-mand-store Kommissærkollegie (eller bare Kollegiet) eller i bredere forstand til også at omfatte det administrative organ på omkring 23.000 EU-embedsfolk, der er opdelt i afdelinger kaldet generaldirektorater ("GD'er") og tjenester. Kommissionens proceduremæssige sprog er engelsk, fransk og tysk.
Kommissionsmedlemmerne og deres "kabinetter" (nærmeste hold) har hovedkvarter i Berlaymont-bygningen i Bruxelles.

## Historie

### Etablering
EU-Kommissionen stammer fra en af de fem nøgleinstitutioner, der blev oprettet i det overnationale europæiske fællesskabssystem efter den franske udenrigsminister, Robert Schumans, forslag 9. maj 1950. Kommissionens forløber blev etableret i 1951 som den ni-mand-store "Høje Myndighed" under formand Jean Monnet. Den Høje Myndighed var den overnationale administrativt udøvende gren af det nye Europæiske Kul- og Stålfællesskab (EKSF). Den blev taget i ed den 10. august 1952 i Luxembourg. I 1958 etablerede Rom-traktaten to nye fællesskaber sideløbende med EKSF: det Europæiske Økonomiske Fællesskab (EØF) og det Europæiske Atomenergifællesskab (Euratom). Disses udøvende grene blev dog kaldt "Kommissioner" i stedet for "Høje Myndigheder". Denne navneforandring skyldtes det nye forhold mellem den udøvende gren og EF-Rådet. Nogle stater, såsom Frankrig, var betænkelige ved den Høje Myndigheds magt, og ønskede at begrænse den ved at give mere magt til Rådet snarere end de nye fællesskabers udøvende instanser.
Louis Armand ledte den første Euratom-kommission. Walter Hallstein ledte den første EØF-kommission, og afholdt det første formelle møde 16. januar 1958 på Château de Val-Duchesse. Her etablerede man en overenskomst omkring en omstridt pris på korn, og fik efterfølgende gjort et positivt indtryk overfor andre lande, da kommissionen havde sin internationale debut ved Kennedyrunden i forbindelse med forhandlingerne af handelsaftalen GATT. Hallstein påbegyndte konsolideringen af europæisk ret, og begyndte at have indvirkning på national lovgivning. I begyndelsen blev der ikke lagt mærke til hans administration, men med hjælp fra EF-Domstolen begyndte hans kommission at demonstrere sin autoritet tydeligt nok til at fremtidige kommissioner blev taget mere seriøst.
I 1965 førte en stigende uenighed mellem den franske regering under Charles de Gaulle og de andre medlemsstater til den såkaldte "tomme stols krise". Selvom den institutionelle krise blev løst det følgende år, kostede det Etienne Hirsch hans formandspost for Euratom og senere Walter Hallstein formandskabet for EØF, på trods af at han ellers blev anset for værende den mest dynamiske leder frem til Jacques Delors.

### Tidlige kommissioner (1967-1985)
De tre organer sameksisterede frem til 1. juli 1967 da de, under Fusionstraktaten, blev kombineret til en enkelt administration under formanden Jean Rey. På grund af fusionen voksede Rey-kommissionen midlertidigt til at bestå af 14 medlemmer, omend efterfølgende kommissioner blev reduceret til ni, efter formlen med et medlem for små stater og to for store stater. Rey-kommissionen fuldendte Fællesskabets toldunion i 1968 og var fortaler for et mere magtfuldt, folkevalgt Europa-Parlament. På trods af at Rey var den første formand for de kombinerede fællesskaber, betragtes Hallstein normalt som den moderne Kommissions første kommissionsformand.
Malfatti- og Mansholt-kommissionerne fulgte, og arbejdede med samarbejde om pengepolitik og den første udvidelse af det Europæiske Fællesskab mod nord i 1973, da blandt andre Danmark kom med i fællesskabet. Med udvidelsen voksede Kommissionens medlemskab også til tretten under Ortoli-kommissionen (Storbritannien blev, som et stort medlemsland, tildelt to kommissærer), som forsøgte at håndtere det udvidede fællesskab i en tid med økonomisk og international ustabilitet. Fællesskabets eksterne repræsentation blev styrket da kommissionsformand Roy Jenkins, der oprindeligt var blevet rekrutteret til formandsposten i januar 1977 fra sin rolle som Home Secretary i Storbritanniens Labour-regering, blev den første kommissionsformand til at deltage i et G8-topmøde på vegne af Fællesskabet. Efter Jenkins-kommissionen beskæftigede Gaston Thorns kommission sig med Fællesskabets udvidelse sydpå, såvel som med påbegyndelsen af arbejdet med Den Europæiske Fælles Akt.

### Jacques Delors' revitalisering af Kommissionen (1985-1994)
Kommissionens formandskab blev i 1985 overtaget af den franske økonom Jacques Delors, som tilførte den en ny dynamik og en fornyet idé om retning, og blev den første til at besidde formandsposten i hele tre embedsperioder: Nemlig i perioden 1985-1988, perioden 1989-1992 og igen i perioden 1993-1994. Delors og hans hold betragtes ofte som "euroens grundlæggere". International Herald Tribune bemærkede om Delors arbejde ved udgangen af hans anden embedsperiode i 1992: "Mr. Delors reddede det Europæiske Fællesskab fra et dødvande. Han ankom fra Europessimismen var på sit højeste. Selvom han var en lidet kendt tidligere fransk finansminister, pustede han liv og håb ind i EF og ind i den mismodige Bruxelles-Kommission. I sin første periode, fra 1985 til 1988, samlede han Europa om kaldet for et enkelt marked, og da han blev udpeget til en anden periode begyndte han at opfordre europæere til [at arbejde mod] de langt mere ambitiøse mål om økonomisk, monetær og politisk union".

### Santers kommission og korruptionsskandale (1995-1999)
Delors efterfølger blev Jacques Santer. Hele Santer-kommissionen blev dog af Parlamentet tvunget til at træde tilbage i 1999 efter en svindels- og korruptionsskandale hvor kommissionsmedlemmet Édith Cresson spillede en central rolle. Denne svindel blev afsløret gennem whistleblowing fra en intern revisor, Paul van Buitenen, og førte blandt andet til oprettelsen af Det Europæiske Kontor for Bekæmpelse af Svig (ofte kaldet OLAF efter sit franske navn, Office européen de lutte antifraude).
Santer-kommissionen markerede den første gang en kommission har været tvunget til at træde tilbage en masse og repræsenterede et skift i magtforholdet til Parlamentet.
I sin embedsperiode nåede Santer-kommissionen blandt andet at arbejde med Amsterdam-traktaten og euroen.

### Prodi og styrkelse af Kommissionen (1999-2004)
Santer blev i 1999 efterfulgt som kommissionsformand af den tidligere italienske premierminister Romano Prodi. Ratificeringen af Amsterdam-traktaten havde styrket Kommissionens politiske magt, og Prodi blev i pressen beskrevet som noget nær en premierminister. Kommissionens magt blev igen styrket med Nice-traktaten, der i 2001 gav kommissionsformanden større kontrol over sammensætningen af sin kommission.

### Barroso-kommissionens ti år (2004-2014)
I 2004 blev José Manuel Barroso kommissionsformand. Allerede før han kunne tiltræde blev Barroso nødt til at omstrukturere sin kommission, da Parlamentet nægtede at godkende hans første forslag til en kommission. Barroso-kommissionen var også den første fuldtallige kommission siden EU-udvidelsen i 2004 til 25 medlemsstater, og antallet af kommissærer var ved Prodi-kommissionens afgang derfor nået op på 30. Som resultat af det voksende antal medlemsstater, udløste Amsterdam-traktaten en reduktion i antallet af kommissærer til at være en pr. stat, snarere end to for større stater.
Barrosos første kommissions periode udløb 31. oktober 2009. Pr. Nice-traktaten skulle den første kommission, der skulle udpeges efter antallet af medlemsstater var nået 27, reducere sit antal kommissærer til "mindre end antallet af medlemsstater". Det præcise antal kommissærer skulle afgøres af et enigt Europæisk Råd og medlemskab ville derefter skulle rotere ligeligt mellem medlemsstaterne. Efter Rumænien og Bulgarien var kommet med i EU i januar 2007, trådte denne klausul i kraft fra og med den næste kommission. Lissabon-traktaten, der trådte i kraft 1. december 2009, krævede en reduktion i antallet af kommissærer til to-tredjedele af medlemsstaterne fra 2014 medmindre Det Europæiske Råd besluttede andet. Medlemskabet skulle rotere ligeligt, og ingen medlemsstat skulle have mere end en kommissær. Traktaten blev dog afvist ved folkeafstemning i Irland i 2008, hvor en af de centrale bekymringer var tabet af deres kommissær. Som følge heraf blev der givet en garanti til gengæld for en ny afstemning: Rådet ville bruge sin magt til at justere antallet af kommissærer op. Ifølge traktaterne skulle antallet dog stadig holdes på mindre end det samlede antal medlemmer, og det blev derfor foreslået at den medlemsstat, der ikke fik en kommissærpost i stedet skulle få posten som Højtstående repræsentant – den såkaldte 26+1-formel. Denne garanti bidrog til at irerne godkendte traktaten i en ny folkeafstemning i 2009.
Lissabon-traktaten kombinerede også posten som udenrigskommissær med Rådets højtstående repræsentant for udenrigsanliggender og sikkerhedspolitik. Denne post, der også var næstformand for Kommissionen, ville være ansvarlig for at lede EU-Rådets møder om udenrigsanliggender såvel som tage sig af Kommissionens eksterne relationer.
Traktaten dikterer herudover at der bør tages hensyn til de seneste europæiske valg når Kommissionen udpeges, omend kommissionsformanden stadig foreslås af Det Europæiske Råd; EU-Parlamentet  "vælger" Kommissionen snarere end "godkender" den som under Nice-traktaten.

### Juncker-kommissionen og seneste udvikling (2014-2019)
I 2014 overtog Jean-Claude Juncker posten som formand for den Europæiske Kommission da han nåede større opbakning end sine nærmeste konkurrenter, Martin Schulz og Guy Verhofstadt, i Europa-Parlamentsvalget 2014. Junckers Kommissions mandatperiode udløb den 31. oktober 2019.

### Von der Leyen-kommissionen (2019- Nu)
I 2019 overtog Ursula von der Leyen posten som formand for den Europæiske Kommission.
I 2024 blev hun genvalgt til en ny fem-års periode.

## Magt og funktioner
Kommissionen blev fra starten struktureret til at fungere som en uafhængig supranational autoritet separat fra regeringerne; den er blevet beskrevet som "det eneste organ, der betales for at tænke europæisk". Medlemmerne nomineres af medlemstaternes regeringer, med et medlem nomineret fra hver regering. De er dog forpligtet til at agere uafhængigt – neutralt fra andre påvirkninger såsom de regeringer, der nominerede dem. Dette står i kontrast til EU-Rådet, som repræsenterer regeringerne, EU-Parlamentet, som repræsenterer de europæiske borgere, Det Europæiske Økonomiske og Sociale Udvalg, som repræsenterer de organiserede civilsamfund, og Det Europæiske Regionsudvalg, som repræsenterer lokale og regionale autoriteter.
Kommissionens ansvar er nedfældet i EU-Traktatens Artikel 17, hvor stk. 1 eksempelvis lyder:
| Citat                        | Kommissionen fremmer Unionens almene interesser og tager passende initiativer med henblik herpå. Den drager omsorg for gennemførelsen af traktaterne og af de foranstaltninger, der vedtages af institutionerne på grundlag heraf. Den fører tilsyn med gennemførelsen af EU-retten under Den Europæiske Unions Domstols kontrol. Den gennemfører budgettet og forvalter programmerne. Den udøver koordinerings-, gennemførelses- og forvaltningsfunktioner på de betingelser, der er fastsat i traktaterne. Bortset fra den fælles udenrigs- og sikkerhedspolitik og de øvrige tilfælde, der er nævnt i traktaterne, varetager den Unionens repræsentation udadtil. Den er initiativtager til Unionens årlige og flerårige programmering med henblik på indgåelse af interinstitutionelle aftaler. | Citat |
| EU-Traktaten, Art. 17, stk.1 | |       |

### Udøvende magt
Før Lissabontraktaten trådte i kraft var EU's udøvende magt placeret i EU-Rådet, som det overdrog til Kommissionen. Rådet var dog teoretisk i stand til at trække denne overdragelse tilbage, selv agere udøvende myndighed direkte eller stille betingelser for dens brug. Dette aspekt blev ændret af Lissabontraktaten, som tillod Kommissionen at udøve sin magt udelukkende i henhold til traktaterne. Disse beføjelser er dog mere begrænset end de fleste staters udøvende myndigheder, blandt andet på grund af Kommissionens manglende myndighed på områder såsom udenrigspolitik – en magt, der tilfalder Det Europæiske Råd, som visse analytikere har beskrevet som en anden udøvende myndighed i EU-samarbejdet.
I betragtning af at Det Europæiske Råd efter Lissabontraktaten er blevet en formel institution med magten til at udpege Kommissionen, kan det siges at de to organer tilsammen repræsenterer EU's udøvende myndighed (Det Europæiske Råd omfatter selv de individuelle medlemsstaters udøvende myndigheder). Det er dog Kommissionen, der i øjeblikket besidder de udøvende beføjelser i EU. Kommissionens regeringsmæssige beføjelser har fået den tidligere belgiske premierminister Guy Verhofstadt til at foreslå at den bør skifte navn til den "Europæiske Regering", da han finder det nuværende navn på Kommissionen "latterligt".

### Lovgivningsinitiativ
Kommissionen adskiller sig fra de andre EU-institutioner ved at den er det eneste EU-organ, der har lovgivningsinitiativ. Kun Kommissionen kan komme med formelle forslag til lovgivning: de kan ikke stamme fra EU's lovgivende myndigheder. Under Lissabontraktaten tillades der ingen retsakter vedrørende den fælles udenrigs- og sikkerhedspolitik. På andre områder kan Rådet og Parlamentet anmode om lovgivning; i de fleste tilfælde igangsætter Kommissionen grundlaget for disse forslag. Denne eneret er designet til at sikre koordineret og sammenhængende udarbejdelse af EU-lovgivning. Eneretten er blevet udfordret af parter, der mener at EU-Parlamentet også bør have lovgivningsinitiativ, da dette er tilfældet for de fleste nationale parlamenter. Som tingene står nu kan Rådet og Parlamentet kun anmode Kommissionen om at udarbejde lovgivning, selvom Kommissionen har retten til at nægte dette, hvilket den gjorde i 2008 på baggrund af transnationale kollektive overenskomster. Under Lissabontraktaten kan EU-borgere også anmode Kommissionen om at lovgive på et område via en underskriftindsamling med en million underskrifter, men dette er ikke-bindende.
Kommissionens lovgivningsinitiativ har normalt været centreret på økonomisk regulering. Den har fremsat et stort antal reguleringer baseret på et "forsigtighedsprincip". Dette betyder at der kan foretages foregribende reguleringer, hvis der findes en troværdig fare for miljøet eller menneskers sundhed: for eksempel ved at tackle klimaforandringer og begrænse genetisk modificerede organismer, uden at vægte disse reguleringer efter deres påvirkning af økonomien. Kommissionen foreslår derfor ofte mere striks lovgivning end andre lande. På grund af det europæiske markeds størrelse har dette gjort EU-lovgivning til en vigtig påvirkning af det globale marked.
Senest har Kommissionen bevæget sig mod oprettelsen af europæisk strafferet. I 2006 førte dumpning af giftigt affald ud for Elfenbenskysten Kommissionen til at fokusere på lovgivning mod giftigt affald. Nogle EU-stater havde på det tidspunkt slet ikke nogen lov mod transport af giftigt affald, hvilket fik kommissionsmedlemmerne Franco Frattini og Stavros Dimas til at fremsætte idéen om "økologisk kriminalitet". Kommissionens ret til at fremsætte strafferetlige lovgivning er blevet udfordret i EU-Domstolen, hvor den blev stadfæstet. Pr. 2007 var det eneste andet strafferetlige lovforslag fra Kommissionen et direktiv om intellektuelle ejendomsrettigheder, samt en ændring til en rammeafgørelse om antiterrorisme fra 2002, der forbyder terrorisme-relateret tilskyndelse, rekruttering (særligt over Internettet) og træning.

### Håndhævelse
Når først lovgivning vedtages af Rådet og Parlamentet, er det Kommissionens ansvar at den implementeres. Dette sker gennem medlemsstaterne eller gennem Unionens agenturer. Kommissionens assisteres herudover af komitéer bestående af repræsentanter for medlemsstaterne, samt af offentlige og private lobbyer (en proces der i EU-jargon kendes som "komitologi"). Kommissionen er ydermere ansvarlig for implementeringen af EU-budgettet, og skal, i samarbejde med Revisionsretten, sikre at EU's økonomiske midler anvendes korrekt.
Frem for alt er Kommissionens ansvar dog at sikre at traktater og EU-lov følges af medlemsstaterne, og kan potentielt trække medlemsstater eller andre institutioner i EU-Domstolen ved uoverensstemmelser. I kraft af denne rolle kendes Kommissionen somme tider som "traktaternes vogter". Slutteligt repræsenterer Unionen i en vis grad Unionen udadtil, sammen med medlemsstaterne og den Fælles udenrigs- og sikkerhedspolitik, og er blandt andet Unionens repræsentant i organer såsom WTO. Kommissionsformanden deltager også ofte i G8-landenes møder.

## Kollegium
For den nuværende kommission, se Von der Leyen-kommissionen
Kommissionen består af et kollegium på 28 "kommissærer", inklusive formanden og viceformændene. Selvom hvert medlem udpeges af en national regering, et pr. stat, repræsenterer de ikke deres stat i Kommissionen. I praksis har nogle kommissærer dog til tider gået deres nations ærinde. Efter medlemmerne er blevet nomineret, delegerer formanden porteføljer blandt dem. En kommissærs magt afhænger i høj grad af hans portefølje, og kan variere over tid. For eksempel er uddannelseskommissærens rolle blevet gradvist vigtigere, i takt med at vigtigheden af uddannelse og kultur indenfor den europæiske politiske beslutningshåndtering er vokset. Et andet eksempel er konkurrencekommissæren, som er en meget synlig position med global rækkevidde. Før Kommissionen kan tages i ed, skal hele kollegiet samlet godkendes af Parlamentet. Hver enkelt kommissær støttes af sit personlige kabinet, der yder politisk vejledning, mens Kommissionens forvaltning håndterer den tekniske forberedelse.

### Udnævnelse
Europa-Kommissionsformanden foreslås til at begynde med af Det Europæiske Råd, som tager de seneste Europa-Parlamentsvalg med i deres overvejelser; denne kandidat skal derefter enten vælges eller afvises af EU-Parlamentet. Hvis formandskandidaten afvises af Parlamentet skal Det Europæiske Råd foreslå en ny kandidat indenfor en måned.
Formandskandidaten har ofte været en ledende national politiker, men dette er ikke et krav. Der er også andre kriterier der påvirker valget af formandskandidat, heriblandt hvilket område af Europa som kandidaten kommer fra; kandidatens politiske indflydelse, som helst skal være stor, men ikke stor nok til at dominere kommissionsmedlemmerne for meget; sprog spiller også en rolle, da Frankrig betragter det som en nødvendighed at formanden er fransktalende; samt integrationsgrad, hvorvidt deres stat er medlem af både eurozonen og Schengen-traktaten. I 2004 producerede dette system flere kandidater hvilket blev kritiseret af flere parlamentsmedlemmer: efter en langtrukken udvælgelse beskrev lederen af ALDE-gruppen, Graham Watson, proceduren som et "Justus Lipsius-tæppemarked", der kun producerer "den laveste fællesnævner"; mens medformanden for Green-EFA, Daniel Cohn-Bendit, spurgte Barroso efter dennes første tale "Hvis du er den bedste kandidat, hvorfor var du så ikke den første?"
Efter valget af kommissionsformand, samt Det Europæiske Råds udpegelse af den højtstående repræsentant, nomineres hver EU-kommisær af sin medlemsstat (med undtagelse af de medlemsstater, som kommissionsformanden og den højtstående repræsentant kommer fra) i samråd med kommissionsformanden, idet kan dog ikke har magt til at ændre et medlemslands valg af EU-kommissær. Kommissionsformanden har dog eneret på tildelingen af porteføljer, og er generelt mere tilbøjelig til at tildele magtfulde porteføljer til de EU-kommissærer, som han finder mest talentfulde. Formandens hold skal herefter igennem høringer i EU-Parlamentet, som vil stille dem spørgsmål og efterfølgende stemme om deres egnethed som samlet entitet. Hvis nogle medlemmer af holdet findes for uegnede, skal kommissionsformanden omrokere porteføljer eller alternativt bede den pågældende medlemsstat om en ny kandidat, medmindre han vil risikere at hele Kommissionen bliver nedstemt. Da Parlamentet ikke kan stemme mod individuelle kommissærer indgås der normalt et kompromis hvorved de værste kandidater fjernes, men mindre indvendinger sættes til side således at Kommissionen som helhed kan tages i ed. Når først holdet er blevet godkendt af Parlamentet, tages det formelt i ed af et kvalificeret flertal i Det Europæiske Råd i henhold til EU-Traktatens Artikel 17, stk. 7.
Efter udnævnelsen udpeger kommissionsformanden et antal næstformænd blandt kommissærerne (den højtstående repræsentant skal obligatorisk være en af disse). For det meste besidder næstformændene ikke nogle ekstra beføjelser, med undtagelse af første-næstformanden, som agerer substitut for kommissionsformanden når denne er forhindret i at møde op.

### Afskedigelse
EU-Parlamentet kan afskedige Kommissionen som helhed efter et mistillidsvotum, men kun kommissionsformanden kan anmode individuelle kommissærer om at træde tilbage. Individuelle kommissærer kan, efter anmodning fra Rådet eller Kommissionen, blive tvunget til at træde tilbage hvis Domstolen dømmer at de har misligholdt deres forpligtelser, jf. TEUF-traktaten, Artikel 245 og 247.

### Politisk stil
Barroso-kommissionen blev taget i ed i slutningen af 2004 efter at være blevet forsinket af indvendinger fra Parlamentet, som tvang den til en rokade. I 2007 voksede Kommissionen fra 25 til 27 medlemmer med inklusionen af Rumænien og Bulgarien, som begge udpegede deres egne kommissærer. Den større Kommission fik Barroso til at udøve en mere præsidentiel kontrol over kollegiet, hvilket mødte kritik.
Under Barroso begyndte Kommissionen dog samtidig at tabe terræn til de større medlemsstater såsom Frankrig, Storbritannien og Tyskland, som forsøgte at tilsidesætte dens rolle. Disse spændinger voksede ydeerligere, da vedtagelsen af Lissabontraktaten førte til oprettelsen af en post som Formand for Det Europæiske Råd.

## Forvaltning
Kommissionen er opdelt i generaldirektorater, der kan sammenlignes med departementer eller ministerier. Hvert generaldirektorat dækker et specifikt policyområde såsom Landbrug og Udvikling af Landdistrikter eller Forskning og Innovation eller interne tjenester, og ledes af en generaldirektør, der er under en specifik kommissær. En kommissærs portefølje kan understøttes af flere GD'er, de kan forberede forslag for dem som, hvis de godkendes af et flertal af kommissærerne, kan gå videre til Parlamentet og Rådet . Kommissionens forvaltning ledes af en generalsekretær.
Den stærkt fragmenterede GD-struktur er blevet kritiseret for at spilde for meget tid på interne stridigheder hvor de forskellige departementer og kommissærer konkurrerer med hinanden. Ydermere kan GD'erne udøve betragtelig kontrol over en kommissær, da kommissæren ofte har meget kort tid til at forsøge at få kontrollen over sin stab.
Ifølge Kommissionens egen statistik var der i september 2012 ansat 23.803 personer hos Kommissionen som embedsmænd og midlertidigt ansatte. Herudover var der 9230 "eksternt personale" (f.eks. kontraktansatte, udstationerede nationale eksperter, unge eksperter, praktikanter osv.). Det største GD er Generaldirektoratet for Oversættelse, som har en stab på 2309 ansatte, mens den største nationale gruppe er belgiere (18,7%), sandsynligvis på grund af at størstedelen af staben (17.664 personer) er baseret i landet.

### Presse
Kommunikation med pressen håndteres af Generaldirektoratet for Kommunikation. Kommissionens talsmand er  Ricardo Cardoso, som afholder middags-pressemøder. De finder sted på hverdag i Kommissionens presselokale i Berlaymont, hvor journalister kan stille Kommissionens embedsfolk spørgsmål om ethvert emne, og forvente at få et officielt svar til live-tv - noget, der er relativt unikt på verdensplan.
En forsker har beskrevet Kommissionens pressemeddelelser som unikt politiske. En meddelelse gennemgår ofte flere stadier af udarbejdelse, som lægger tryk på Kommissionens rolle, og anvendes "til at retfærdiggøre EU og Kommissionen", hvilket øger deres længde og kompleksitet. Når flere departementer er involveret i en pressemeddelelse kan disse herudover også udvikle sig til en kilde til konkurrence mellem Kommissionens ansvarsområder og kommissærerne selv. Dette kan føre til et usædvanligt højt antal pressemeddelelser, såsom 1907 i 2006, og ses som et unikt produkt af EU's politiske sammensætning. Antallet af Kommissionens udsendte pressemeddelelser lader dog til at være faldende, da 1768 pressemeddelelser blev udsendt i 2010 og 1589 i 2011.
Der findes et større pressekorps i Bruxelles end i Washington D.C.; i 2007 havde medier i alle Unionens medlemsstater korrespondenter i Bruxelles. Siden Den store recession i 2010 er pressekorpset i Bruxelles dog blevet reduceret med en tredjedel i størrelse. Selvom der på verdensplan er blevet skåret ned i journalistbestanden, har lanceringen af de mange pressemeddelelser samt entiteter såsom Europe by Satellite og EuroparlTV ført mange nyhedsorganisationer til at mene at de kan dække EU ud fra en kombination af disse officielle kilder og nyhedsbureauer. På trods af massiv kritik lukkede Kommissionen i 2013 nyhedsportalen Presseurop.

## Legitimitet
Selvom Kommissionen er den udøvende gren af EU, vælges kandidaterne til den individuelt af de  28 nationale regeringer, hvilket betyder at det ikke er muligt at fjerne en kommissær eller kommissionsformanden ved et direkte valg. I stedet stammer Kommissionens legitimitet hovedsageligt fra den godkendelsesafstemning, der kræves fra EU-Parlamentet, såvel som Parlamentets magt til at afskedige Kommissionen. Dette medfører dog samtidig bekymring omkring den relativt lave stemmeprocent i EU-Parlamentsvalg (ofte mindre end 50% af befolkningerne) siden valget i 1999. Det faktum at der ikke afholdes valg om positionen som kommissionsformand har fået nogle til at stille spørgsmålstegn ved positionens legitimitet. Herudover har det faktum at Kommissionen direkte (omend med tilsyn fra specielt dannede 'komitologikomitéer') kan træffe beslutninger om lovgivnings størrelse og karakter ført til bekymring omkring organets demokratiske legitimitet.
Selvom der udvikles demokratiske strukturer og metoder, findes der ikke et sådanne spejl i oprettelsen af et europæisk civilsamfund. Lissabontraktaten forsøgte at imødekomme nogle problemer med 'demokratisk underskud' ved at udsætte Kommissionen for større demokratisk kontrol, heriblandt at den koblede valget af kommissionsformand sammen med EU-Parlamentsvalgene. Et alternativt synspunkt er at presset fra valgprocessen underminerer Kommissionens rolle som en uafhængig regulator, og mener at den bør betragtes på linje med institutioner såsom uafhængige centralbanker, der håndterer tekniske områder af politik. Herudover pointerer nogle af Kommissionens fortalere at lovgivning på alle områder skal godkendes af Rådet (ministrene fra medlemsstaterne) og på nogle områder også af EU-Parlamentet, før den kan implementeres, og mængden af lovgivning der skal vedtages i et enkelt land uden dets regerings godkendelse derfor er begrænset.
I 2009 udgav den europæiske ombudsmand statistik over borgernes klager over EU-institutioner, der viste at størstedelen klagede over Kommissionen (66%) og vedrørte mangel på gennemsigtighed (36%). I 2010 blev Kommissionen sagsøgt for at blokere adgang til dokumenter vedrørende EU's biobrændstofspolitik. Dette skede efter medier beskyldte Kommissionen for at blokere for videnskabelige beviser imod biobrændstof-subsidier. Mangel på gennemsigtighed, uklare lobbyistrelationer, interessekonflikter og overdrevne udgifter blandt medlemmerne af Kommissionen har været genstand for en række rapporter fra både interne og uafhængige revisionsorganisationer. Kommissionen er også blevet kritiseret på IT-området, især i forhold til dens behandling af IT-giganten Microsoft.

## Placering
Europa-Kommissionen holder primært til i Bruxelles, hvor Formandens kontor og Kommissionens møderum ligger på 13. etage i Berlaymont-bygningen. Kommissionen har også kontorer i forskellige andre bygninger i Bruxelles og Luxembourg, og i medlemslandene som f.eks. Europa-Kommissionen i Danmark. Når Parlamentet mødes i Strasbourg mødes kommissærerne også der i Winston Churchill-bygningen for at deltage i Parlamentets debatter.

## Eksterne links
- Wikimedia Commons har flere filer relateret til Europa-Kommissionen
- Kommissionens hjemmeside i Danmark Arkiveret 29. maj 2010 hos  Wayback Machine
- Liste over kommissærer Arkiveret 8. september 2016 hos  Wayback Machine på Europa-Kommissionens hjemmeside